# Galápagosi medvefóka
A galápagosi medvefóka (Arctocephalus galapagoensis) az emlősök (Mammalia) osztályának ragadozók (Carnivora) rendjébe, ezen belül a fülesfókafélék (Otariidae) családjába tartozó faj.

## Előfordulása
A Galápagos-szigeteken és a szigeteket körülvevő vizekben él.

## Megjelenése
A galápagosi medvefóka a legkisebb ma élő fülesfókaféle. A hímek 154 centiméteres, a nőstények pedig 120 centiméteres nagyságot érhetik el. A hímek súlya 64 kilogramm, a nőstényeké 28 kilogramm. Hátukon szürkésbarna, hasukon világosabb barna a szőrzet.

## Életmódja
Halakkal, fejlábúakkal és kagylókkal táplálkozik.